# شيخ شمس
الشيخ شمس أو ملك شمس الدين ( الكردية: Şêx Şems, Şêşims, Melek Şemsedîn  ) هو شخصية مقدسة تحظى بالتبجيل في اليزيدية، ويعتبر أحد الكائنات الإلهية السبعة، الذين كلفهم الله بشؤون العالم، ويعتبر تجسده الأرضي أحد أبناء إيزدينا مير الأربعة إلى جانب ناصر الدين، وفكردين، وسيكادين، وهم الأسلاف والآباء لسلالات شيوخ الشمساني الأربعة. 

## سيرة
سيكس شمس، المعروف أيضًا باسم شيمس، وشمس الدين، هو أحد أعضاء السباعي وأحد أكثر الرموز اللاهوتية الأساسية في اليزيدية باعتباره إله الشمس ومصدر النور والحياة والنور الإلهي لله. وهو مرتبط أيضًا بالنار ، التي هي نظيره الأرضي والأيمان التي تُقسم عند مدخل ضريحه. في كل عام، خلال عيد المجلس ، تُجرى طقوس التضحية بالثور أمام ضريحه في لالش . سيكس شمس هو اسم أحد سلالات شيوخ الشمساني الرئيسية الأربعة، وكان بطريرك عائلة الشمساني وشقيق فكردين وسيكادين وناصر الدين.   

## أطفال
أبناء الشيخ شمس التسعة هم:
- Şêx Alê Şemsa
- Şêx Amadînê Şemsa
- Şêx Avîndê Şemsa
- Şêx Babadînê Şemsa
- Şêx Bavikê Şemsa
- Şêx ʿEvdalê Şemsa
- Şêx Hesenê Şemsa
- Şêxê Reş (Cinteyar)
- Şêx Tokilê Şemsa
- Şêx Xidirê Şemsa

بناته هن:
- سيتيا Îs /Ês
- سيتيا نيسريت
- سيتيا بلخان (بلقان)